# ОШ „Бранислав Нушић” Београд
ОШ „Бранислав Нушић” је школа која се налази у Београду, у општини Вождовац у Заплањској улици 45. Основана је 1935. године и носи име по Браниславу Нушићу, српском књижевнику, писцу романа, драма, прича и есеја и комедиографу.

## Историјат
Иницијативу за изградњу школе, подршку и помоћ упутио је лично Бранислав Нушић. Градња је почела 1934. године, а завршена је углавном добровољним радом мештана, 1935. године. Први школски час у школи одржан је 18. октобра 1935. године. У част и захвалност Нушићу, школа носи његово име, а дан школе је 8. октобар, уједно и дан његовог рођења. Током почетка рада школе, она је имала 7 одељења и 28 ученика. Након изградње насеља Сива Стена, Браће Јерковић, Медаковић, у периоду од школске 1956/57. до 1985/86. године, школа је имала 55 одељења и преко 2000 ученика.